# Râul Caraș
Carașul (sârbă: Karaš sau Караш) este un râu de 110 km lungime din regiunea Banat în România și Serbia, afluent al Dunării. În perioada romană, râul se numea Apo.

## România

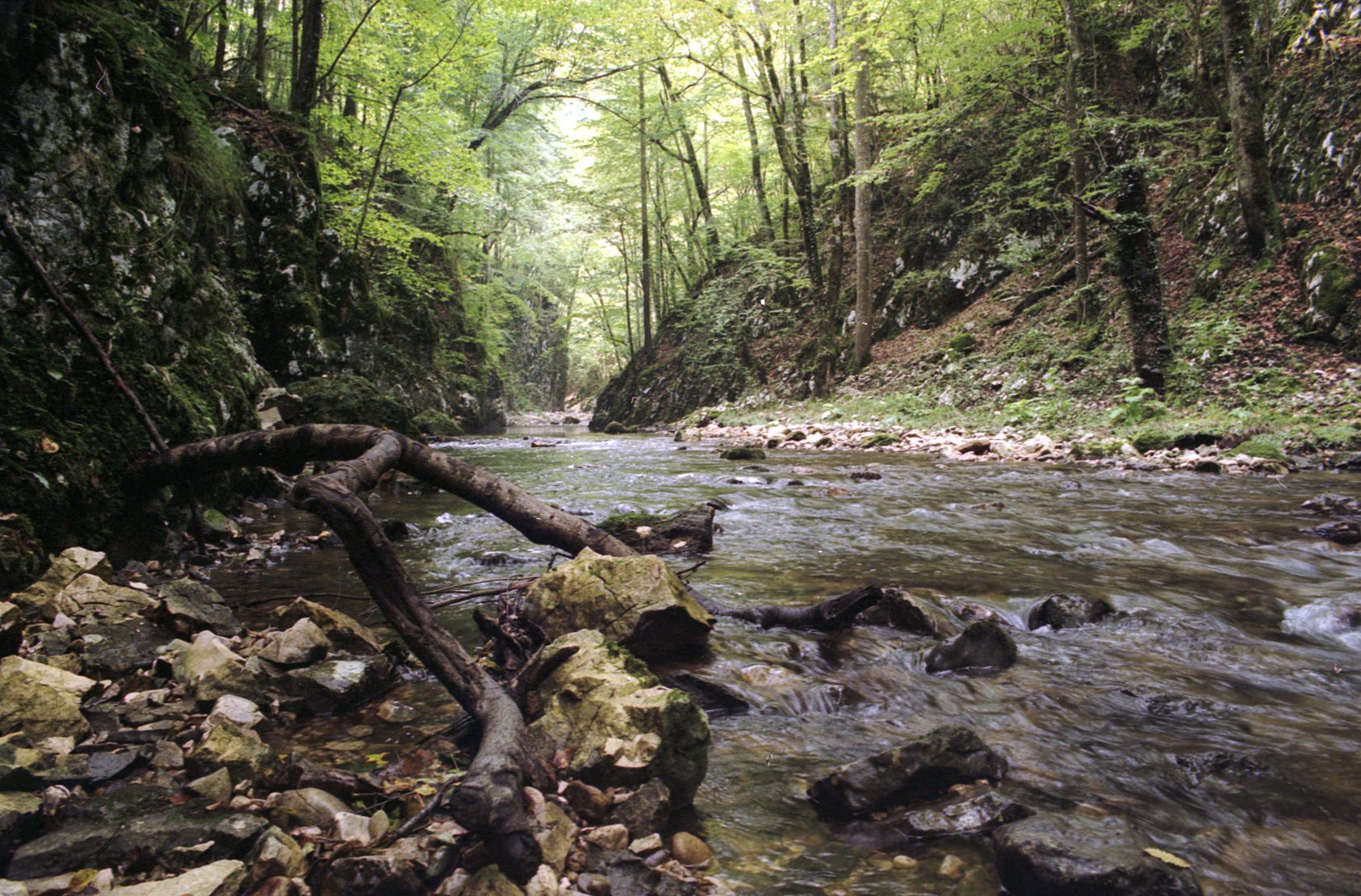
Râul Caraș. Fotografie luată din Parcul Național Semenic-Cheile Carașului

Râul Caraș izvorăște în Munții Aninei, la nord-est de orașul Anina, în apropiere de izvoarele râurilor Bârzava și Nera. Curge în România pe o lungime de 50 km (V. Sencu/I. Bacanaru - Judetele Patriei/Judetul Caras-Severin, Editura Academiei R.S.R.), inițial către nord, apoi, în orașul Carașova se întoarce către sud-vest, și primește mulți afluenți scurți (cel mai important Lisava) și trece pe lângă multe sate (Giurgiova, Ticvaniu Mare, Grădinari, Vărădia, Mercina, Vrani) înainte de a intra în provincia sârbă Voivodina. Pe o porțiune de 4,1 km râul marchează frontiera româno-sârbească.

## Serbia
Imediat după trecerea graniței, râul Caraș primește cei doi afluenți principali, Borugu din partea dreaptă și Ilidija (română: Ilidia) din stânga. Trece apoi pe lângă satele Kuštilj, Vojvodinci, Dobričevo, Straža și Jasenovo și ajunge în partea estică a Deliblatska peščara și a dealului Dumača, cea mai estică parte a  Dealurilor Zagajica.  Din acest punct Carașul este canalizat și încorport în ultima parte a Canalului Dunăre-Tisa-Dunăre. Trece pe lângă satele Dupljaja, Grebenac, Kajtasovo și Banatska Palanka, sfârșindu-și cursul de 60 km prin Serbia vărsându-se în Dunăre în apopiere de satul Stara Palanka.
Carașul drenează o zonă de 1 400 km², și, deși a fost canalizat, nu este navigabil.

## Hărți
- Harta Județului Caraș-Severin
- Harta munții Aninei [nefuncțională – arhivă]
- Harta Parcul Național Semenic - Cheile Carașului  Arhivat în 18 iunie 2008, la Wayback Machine.
- Harta Parcul Național Semenic - Cheile Carașului  Arhivat în 4 decembrie 2012, la Archive.is